# Ruy Blas
Ruy Blas (1838) je romantická veršovaná tragédie o pěti jednáních francouzského prozaika, dramatika a básníka Victora Huga. Premiéru měla 8. listopadu roku 1838 v pařížském divadle Théâtre de la Renaissance, které bylo určeno pro romantické dramatiky a touto hrou bylo slavnostně otevřeno. Jde o Hugovo nejhranější dílo a jak napsal Émile Zola, je to jeho „nejscéničtější, nejlidštější a nejživější drama“. Již na konci roku 1838 byla hra vydána knižně s předmluvou, ve které Hugo vysvětlil ideový a umělecký záměr tragédie, popisující společenský úpadek a morální rozklad španělské monarchie na konci 17. století.

## Obsah hry

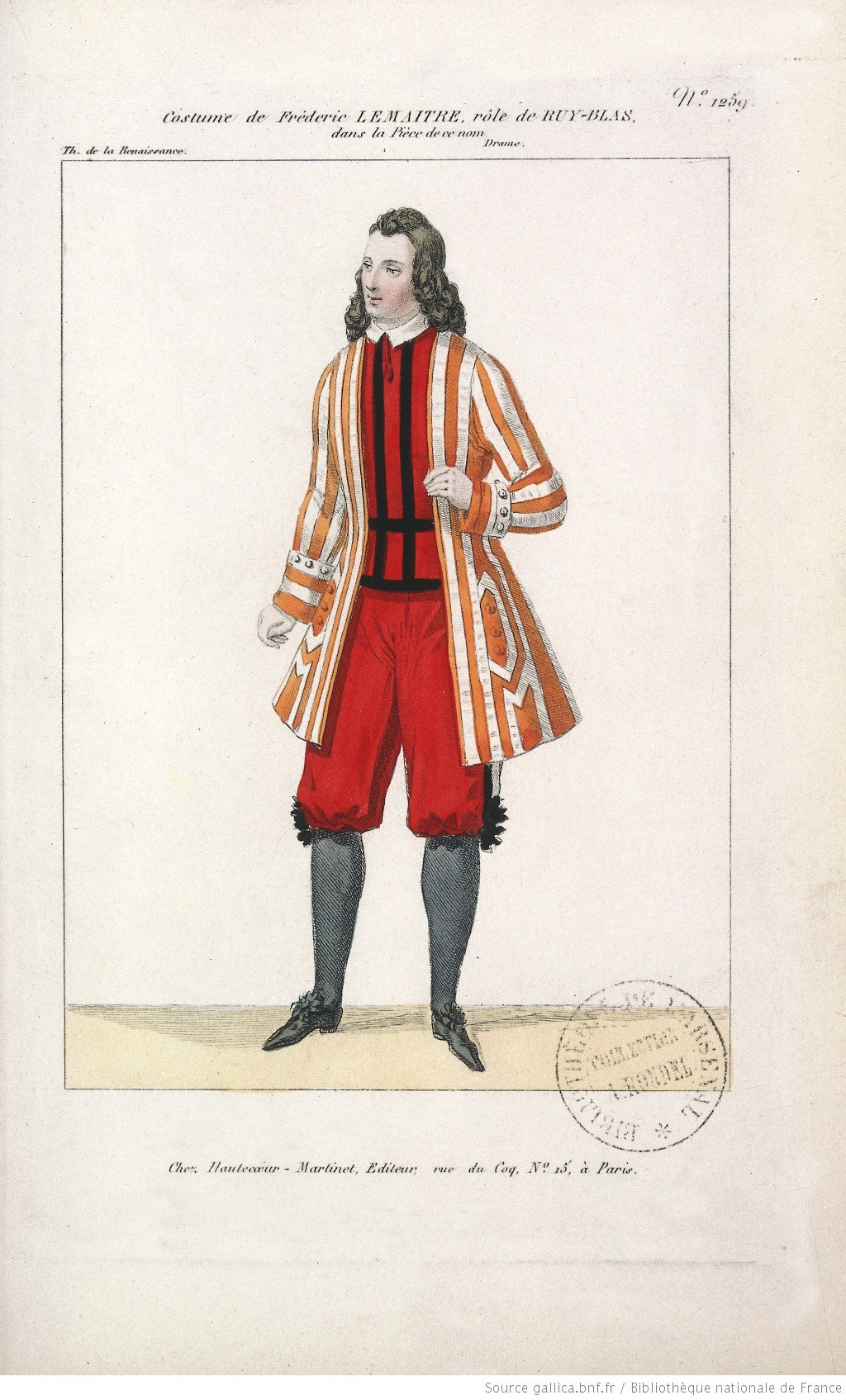
Kostým Ruyho Blase z roku 1838

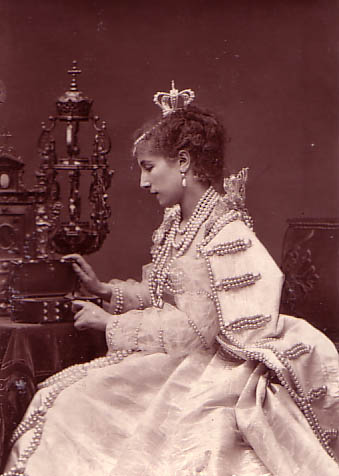
Sarah Bernhardtová jako královna Marie v inscenaci z roku 1879

Tragédie se odehrává v devadesátých letech 17. století v Madridu na dvoře španělského krále Karla II. Po královně Marii touží mocichtivý starší muž Don Salust de Bazan. Když je odmítnut, a ještě zbaven úřadu za to, že svedl královninu dvorní dámu, vymyslí ďábelský plán pomsty. Uvede ke královně svého sluhu Blase pod jménem svého bratrance a opilce Dona Cézara a podaří se mu dostat jej i do politického života. Ruy Blas se jako Don Cézar stane oblíbeným ministrem, kterého zajímají práva obyčejných poddaných.
Ruy Blas tajně královnu miluje, královna si jej rychle oblíbí a rovněž se do něho zamiluje, protože její královský manžel tráví většinu času na lovu. Nyní nastává chvíle Salustovy pomsty. Odhalí před královnou nízký původ jejího oblíbence, čímž ji poníží, a navíc chce celý její milostný vztah odhalit, pokud se nezřekne trůnu.
Ruy Blas se rozhodne královnu zachránit a svého pána zabije. Pak se zeptá se královny, zda mu odpustí, ale její odpověď je záporná. Proto se před jejíma očima chvíli poté otráví, takže následné královnino odpuštění již přichází pozdě. Umírá ale šťastný, protože ho královna v jeho posledních okamžicích, nazvala jeho pravým jménem.
Hugo postavil ve hře proti sobě zlo a lásku se ctnosti a vedle sebe dvě naprosto sociálně odlišné postavy: královnu a sluhu, což odpovídá jeho oblibě antitezí. Ruy Blas se pak ve hře stává mluvčím prostého zbídačovaného lidu.

## Adaptace

### Hudba
- Ruy Blas (1839), předehra německého skladatele Felixe Mendelssohna-Bartholdyho.
- Ruy Blas (1869), opera italského skladatele Filippa Marchettiho.
- Ruy Blas and the Blasé Roué (1889), burleska britského skladatele Meyera Lutze.

### Film a televize
- Ruy Blas (1909), americký němý film, režie James Stuart Blackton.
- Ruy Blas (1912), italský němý film.
- Ruy Blas (1914), americký němý film, režie Lucius Henderson.
- Don Caesar de Bazan (1915), americký němý film, režie Robert G. Vignola.
- Ruy Blas (1948), francouzský film, režie Pierre Billon, scénář Jean Cocteau, v hlavní roli Jean Marais.
- La Folie des grandeurs (1971, Pošetilost mocných, francouzská filmová komedie, režie Gérard Oury , v hlavních rolích Louis de Funès a Yves Montand.
- Ruy Blas (1972), francouzský televizní film, režie Raymond Rouleau.
- Ruy Blas (1979), slovenský televizní film, režie Igor Ciel, v hlavní roli Dušan Jamrich.
- Ruy Blas (2002), francouzský televizní film, režie Jacques Weber.

## Česká vydání
- Ruy Blas, Ignác Leopold Kober, Praha 1870, přeložil František Doucha.
- Ruy Blas, Jan Otto, Praha 1912, přeložil Václav Durych, znovu 1926.
- Ruy Blas, Dilia, Praha 1959, přeložil František Kožík, znovu 1973.
- Ruy Blas, obsaženo v knize Dramata, SNKLU, Praha 1964, přeložili František Kožík, Petr Kopta a Jindřich Pokorný.

## České inscenace hry
- Ruy Blas, inscenace Národního divadla v Praze, 1921, přeložil Václav Durych.[3]
- Ruy Blas, inscenace Jihočeského divadla v Českých Budějovicích, 1953.[4]
- Ruy Blas, inscenace Divadla bratří Mrštíků v Brně, 1955, přeložil Václav Durych.[5]
- Ruy Blas, inscenace Divadla bratří Mrštíků v Brně, 1955, přeložil Václav Durych.[5]
- Ruy Blas, inscenace Beskydského divadla v Novém Jičíně, 1957, přeložil Václav Durych.[5]
- Ruy Blas (1960), rozhlasová hra, přeložili František Kožík, Petr Kopta a Jindřich Pokorný.[6]
- Ruy Blas, inscenace Horáckého divadla v Jihlavě, 1963, přeložil František Kožík.[5]
- Ruy Blas, inscenace Slezského divadla Zdeňka Nejedlého v Opavě, 1967, přeložil František Kožík.[5]
- Ruy Blas, inscenace Slováckého divadla v Uherském Hradišti, 1971, přeložil František Kožík.[5]
- Ruy Blas, inscenace Východočeského divadla v Pardubicích, 1973.[7]
- Ruy Blas, inscenace Národního divadla Brno, 1975, přeložili František Kožík, Petr Kopta a Jindřich Pokorný.[8]
- Ruy Blas, inscenace Městského divadla divadla ve Zlíně, 1992, přeložili František Kožík, Petr Kopta a Jindřich Pokorný.[5]
- Ruy Blas (2004), rozhlasová hra, přeložil Vladimír Mikeš.[9]